# Svaryčiv
Svaryčiv (Сваричів; in russo Сварычев?, Svaryčev; in polacco Swaryczów) è una città dell'Ucraina, sita nel distretto di Rožnjativ.